# Eldorado do Carajás
Eldorado do Carajás – miasto i gmina w Brazylii, w stanie Pará. Znajduje się w mezoregionie Sudeste Paraense i mikroregionie Parauapebas.